# Budzowa Igła
Die Budzowa Igła ist ein Berg in der Hohen Tatra im Massiv Buczynowe Turnie mit einer Höhe von ca. 2100 m n.p.m. und liegt in Polen in der Woiwodschaft Kleinpolen im Landkreis Powiat Tatrzański. Der Westhang gehört zur Gemeinde Poronin (Ortsteil Murzasichle) und der Osthang zur Gemeinde Bukowina Tatrzańska (Ortsteil Brzegi). Über seinen Gipfel führt der Höhenweg Orla Perć.

## Lage und Umgebung
Unterhalb des Gipfels liegen zwei Täler, die Dolina Buczynowa im Osten und die Dolina Pańszczyca. 
Vom Gipfel der Buczynowe Czuby wird die Budzowa Igła durch den Bergpass Przełęcz Nowickiego getrennt und von dem Gipfel Wielka Buczynowa Turnia durch den Bergpass Budzowa Przełączka.

## Etymologie
Der Name Budzowa Igła lässt sich als Budzowa Nadel übersetzen.

## Belege
- Zofia Radwańska-Paryska, Witold Henryk Paryski: Wielka encyklopedia tatrzańska. Poronin, Wyd. Górskie, 2004, ISBN 83-7104-009-1.
- Tatry Wysokie słowackie i polskie. Mapa turystyczna 1:25.000, Warszawa, 2005/06, Polkart, ISBN 83-87873-26-8.